# بوب ثييل
بوب ثييل (بالإنجليزية: Bob Thiele)‏ هو مدير تنفيذي موسيقي ‏ وملحن ومنتج أسطوانات أمريكي، ولد في 27 يوليو 1922 في بروكلين في الولايات المتحدة، وتوفي في 30 يناير 1996 في St. Luke's-Roosevelt Hospital Center ‏ في الولايات المتحدة بسبب قصور كلوي.

## وصلات خارجية
- بوب ثييل على موقع IMDb (الإنجليزية)
- بوب ثييل على موقع ميوزك برينز (الإنجليزية)
- بوب ثييل على موقع ميوزك برينز (الإنجليزية)
- بوب ثييل على موقع ميوزك برينز (الإنجليزية)
- بوب ثييل على موقع أول ميوزيك (الإنجليزية)
- بوب ثييل على موقع ديسكوغز (الإنجليزية)
- بوب ثييل على موقع ديسكوغز (الإنجليزية)
- بوب ثييل على موقع ديسكوغز (الإنجليزية)